# Maus Hábitos (centro cultural)
O Maus Hábitos, Espaço de Intervenção Cultural, é um centro de arte independente e uma marca de desenvolvimento cultural localizado na Rua de Passos Manuel, na Garagem Passos Manuel, um edifício Art Deco icônico  do centro da cidade do Porto desenhado pelo arquiteto Mário Abreu (1937).
Maus Hábitos funciona como galeria de arte, sala de concerto, sala de clubbing, espaço de residências artísticas, restaurante e agência do setor da economia criativa. Desenvolve uma programação mensal gerida pela associação cultural Saco Azul e pelos curadores e criativos convidados dentro e fora das suas portas.
Tornou-se um emblema de renovação urbana na Baixa do Porto e um projecto artístico de referência no panorama cultural português e internacional tendo projectado e realizado inúmeros exposições, concertos, festivais, workshops e ações de formação; divulgando técnicas de produção artística; desenhando e implementando projectos criativos e de desenvolvimento territorial para comunidades ou marcas; oferecendo oportunidades de formação e de emprego a artistas, curadores, artesãos, criativos e designers.

## História
O coletivo artistico Maus Hábitos existe desde 1998. Em 2002, a associação cultural Saco Azul é fundada por um grupo de jovens artistas, colecionadores e amantes de arte: Daniel Pires, Isaque Pinheiro, João Baeta, o Mario Altavilla Canijo, Manuel César Marques com objetivo de fomentar uma programação artística que promova a pesquisa, a experimentação, a criação, a inovação e o pensamento crítico.
Durante os primeiros anos, a associação permite a artistas emergentes produzir os seus trabalhos e a confrontar experiências artísticas. Artistas portugueses como Miguel Januario, Rute Rosas, Pedro Maia, Miguel Duarte entre outros aderiram ao projeto. Em 2001, a associação abre as portas dos ateliers ao público, primeiro com instalações e exposições, mais tarde com espetáculos e concertos.
Ao longo dos anos tem consolidado a sua estrutura e alargado a sua influência no panorama da cidade, do país e internacionalmente com os seus curadores convidados. Em 2009, a exposição itinerante “1 Século – 10 Lápis – 100 Desenhos – Viarco Express” conta com a participação de Joana Vasconcelos, Miguel Vieira, Baltazar Torres, Siza Vieira, António Antunes, Manuel Graça Dias, Pedro Cabrita Reis, Rui Chafes, Paula Rego e Julião Sarmento, Isaque Pinheiro entre outros e foi apresentada em 2016 no Museu da Presidência da República.  
O musicó Salgado programa a música ao vivo e as noites de clubbing desde 2014. Com Daniel Pires, impulsa a criação de Circuito depois a pandemia. Circuito é a principal rede português para a valorização, proteção e desenvolvimento das salas e clubes com programação própria de música popular ao vivo. A rede é constituído por 23 salas de concertos no Portugal. 
Em 2021, Maus Hábitos abre novos espaços culturais em Lisboa e em Vila Real. 
Os projetos artisticos dos Maus Hábitos recebem apoio ininterruptamente pela DGArtes, Ministério da Cultura desde 2011. Além de ter sido contemplada com outros financiamentos pela Câmara do Porto, recebeu apoios de muitas outras entidades como do Ministério da Cultura Brasileiro, além de contar com parceiros privados como Superbock, ou o apoio da agencia de comunicação Bondhabits.
Projectos internacionais a destacar: TransHabits from Rotterdam 2003; Skite/Sweet and Tender Collaborations 2008; Viarco Express 2009; Guimarães CEC 2012 com o Projeto On.Off Laboratório de Criatividade Urbana; Ateliers do Porto 2012; Manobras no Porto (2012); Expedição 2014; Mupi Gallery (desde 2015); Ao Monte 2017; Outros Portos (2020); Vivarium festival (desde 2018); Impacto Social Mínimo (2023).